# Chris Stephens
Christopher Charles Stephens (né le 20 mars 1973)  est un homme politique du Parti national écossais qui est député de Glasgow South West de 2015 à 2024.

## Jeunesse et carrière
Stephens est né à Glasgow et fait ses études au Trinity High School, à Renfrew et au James Watt College à Greenock, où il étudie l'administration publique. Il rejoint le SNP à l'âge de seize ans.
Il effectue un apprentissage au conseil régional de Strathclyde avant de travailler au conseil. Stephens travaille ensuite pour le conseil municipal de Glasgow. Pendant ce temps, il rejoint le syndicat UNISON. Au départ, Stephens est leur responsable de jeunesse à Glasgow et est ensuite promu dans cette branche au poste de trésorier puis de vice-président.

## Carrière politique
Il se présente pour la première fois au Parlement britannique à l'élection générale de 2001, dans la circonscription de Hamilton North et Bellshill. Il se présente dans la circonscription de Glasgow Pollok aux élections du Parlement écossais de 2007 et 2011. En 2011, il perd à 623 voix face à Johann Lamont.
Stephens est 6e sur la liste des candidats du SNP pour les six sièges écossais aux élections du Parlement européen de 2014 et comme seuls les deux premiers candidats du SNP ont été élus, Stephens n'est pas élu.
Il est élu au Parlement britannique en 2015, remportant la circonscription de Glasgow South West avec une majorité de 10000 voix. Avant l'élection, Stephens est le secrétaire du groupe syndical SNP, membre du comité exécutif national du parti et le responsable de l'Association de circonscription de Glasgow Pollok du SNP. En 2017, il conserve son siège avec une marge de seulement 60 voix.

## Vie privée
Stephens est marié à Aileen Colleran, une ancienne conseillère travailliste élue au conseil municipal de Glasgow jusqu'en 2017. 